# Ramesh Chandra Majumdar

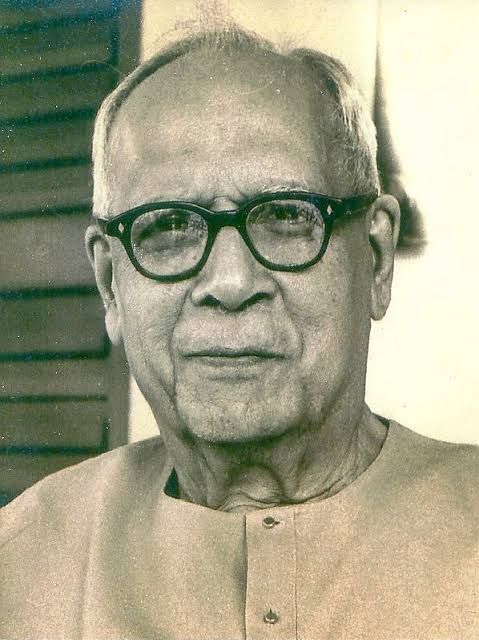
Ramesh Chandra Majumdar

Ramesh Chandra Majumdar (bengalisch রমেশচন্দ্র মজুমদার Rameścandra Majumadār, auch R.C. Majumdar genannt; * 4. Dezember 1888 in Khandarpara, Distrikt Faridpur; † 12. Februar 1980 in Kalkutta) war ein einflussreicher indischer Historiker und Professor der indischen Geschichte aus Bengalen.

## Kindheit, Ausbildung
Majumdar wuchs als Kind armer Leute in einem Dorf auf dem Lande, unmittelbar am Fluss Padma, dem Unterlauf von Ganges und Brahmaputra, auf. Nach  dem Schulbesuch im nahe gelegenen Dhaka, der ihm von seinem im Staatsdienst stehenden älteren Bruder finanziert wurde, bestand er 1905 die Prüfung des Ravenshaw College in Cuttack (Odisha), ging im selben Jahr an das Brajamohan College in Barishal (Bangladesch) und ans Ripon College in Kolkata, schließlich 1907 ins renommierte Presidency College ebendort, wo er bis 1911 Geschichte studierte. Seit 1912 am Dacca Training College als Dozent, gewann er 1913 die Premchand Roychand-Studentship der Universität.

## Berufung als Geschichtsdozent und Professor
Seit 1914 als Geschichtsdozent an der Universität Kalkutta tätig, legte Majumdar 1918 seine Dissertation vor, die sich mit korporativen Ansätzen und dem „Geist der Zusammenarbeit“ in Wirtschaft, Politik und Gesellschaft im Alten Indien befasste. Im Jahr 1921 zum Professor an die im gleichen Jahr gegründete University of Dhaka berufen, wurde Majumdar 1937–1942 Vizekanzler und Dekan des Faches Geschichte. Schwerpunkt seines Interesses und seiner Publikationen waren das alte Indien vor den muslimischen und kolonialen Invasionen sowie die Geschichte Bengalens.

## Pensionierung und Forschungsarbeiten
Mit 54 Jahren im Jahr 1943 pensioniert, setzte Majumdar seine Publikations- und Forschungsarbeiten fort, vor allem an der dreibändigen Geschichte Südostasiens (Champa 1927, Suvarnadvipa 1929, Kambuja Desa 1944).
Nach der Teilung des Landes im Jahr 1947 wurde Majumdar 1950–1952 Rektor des College of Indology an der Banaras Hindu University, 1955 in der gleichen Funktion und im gleichen Fach an der Universität Nagpur. 1958–1959 lehrte er auch an der University of Chicago. Sein Ruf als Historiker verschaffte ihm die Präsidentschaft des Indian History Congress sowie die Vizepräsidentschaft der Internationalen Kommission für die Geschichte der Menschheit der UNESCO.
Im Auftrag des Verlages Bharatia Vidya Bhavan aus Mumbai gab Majumdar seit 1951 eine elfbändige indische Geschichte seit der Zeit der Veden bis heute heraus, die er erst nach einem Vierteljahrhundert, mit inzwischen 88 Jahren, im Jahr 1977 fertigstellen konnte.

## Konflikt mit der Regierung (indischer „Historikerstreit“)
Als ihn die indische Regierung in den 1950er Jahren aufforderte, zur Jahrhundertfeier des indischen Aufstandes von 1857–58 eine Geschichte des indischen Freiheitskampfes herauszugeben, kam es über die Bewertung des Aufstandes und die Rolle des letzten Mogulherrschers, Bahadur Shah II.  (1775–1862), zu einem Konflikt sowohl mit den Kollegen als auch dem damaligen Kultusminister Abul Kalam Azad (Maulana Azad, 1888–1958); Majumdar zufolge war dieser „so genannte Erste Nationale Unabhängigkeitskampf von 1857 weder der erste, noch ein nationaler noch ein Unabhängigkeitskampf“, und der letzte Mogul habe Verrat an den Sepoys geübt. Majumdar, verärgert über die politischen Vorgaben der Regierung und die Gefälligkeitsschreiberei von Kollegen, stieg aus der Redaktion aus und stellte in der Folge seine Sicht der Ereignisse in einer dreibändigen Geschichte des Aufstandes dar (History of the Freedom Movement in India, 3 Bde., Calcutta 1962–1963).
Seine Kenntnisse und Produktivität, aber auch die Unabhängigkeit der Meinung, Integrität und deutlichen Worte sicherten ihm in der öffentlichen Meinung und wissenschaftlichen Community bis heute einen besonderen Platz; sein Kollege K.M. Munshi hatte ihn bereits früh gewarnt, dass „regierungsnahe Institutionen die Geschichte niemals in ehrlicher Manier dokumentieren können. Ich sollte die Richtigkeit seiner Bemerkung in späteren Jahren feststellen.“

„Wir sollten keine korrupte Geschichte verfassen, so bitter die Ereignisse aus gewesen sein mögen. Viele Länder halten es so, dass sie die Geschichte ändern, wenn sich ihre Führerschaft ändert. Wir sollten Indien nicht eines von ihnen werden lassen. Geschichte sollte aufgrund von handfesten Nachweisen und logischem Denken geschrieben werden und nicht um berühmte Personen kreisen“

## Sonstiges
Majumdar, dessen Lebenslauf und Ansichten trotz verschiedener sozialer Herkunft in vieler Hinsicht dem seines älteren Historikerkollegen Jadunath Sarkar (1870–1958) glich, war ein Bewunderer der bengalischen Reformbewegungen von Vivekananda und Ramakrishna.

## Werke
- The Early History of Bengal, Dacca, 1924.
- Champa, Ancient Indian Colonies in the Far East, Vol.I, Lahore, 1927. ISBN 0-8364-2802-1
- Suvarnadvipa, Ancient Indian Colonies in the Far East, Vol.II, Calcutta,
- The History of Bengal, 1943. ISBN 81-7646-237-3 (Digitalisat)
- Kambuja-Desa, or an Ancient Hindu Colony in Cambodia, Madras, 1944
- An Advanced History of India. London, 1960. ISBN 0-333-90298-X
- The History and Culture of the Indian People, Bombay, 1951–1977 (in elf Bänden).
- Ancient India, 1977. ISBN 81-208-0436-8
- History of the Freedom Movement in India (3 Bde.), Calcutta, 1962–63 ISBN 81-7102-099-2. Digitalisat: I, II, III
- Vakataka – Gupta Age Circa 200–550 A.D. ISBN 81-208-0026-5
- Main currents of Indian history ISBN 81-207-1654-X
- The Classical Accounts of India, Calcutta, 1960 Digitalisat
- Hindu Colonies in the Far East, Calcutta, 1944, ISBN 99910-0-001-1
- India and South-East Asia, I.S.P.Q.S. History and Archaeology Series Vol. 6, 1979, ISBN 81-7018-046-5.
- The History of Ancient Lakshadweep, Calcutta, 1979
- Corporate Life in Ancient India, Calcutta, 1918

## Abbildungen
- Website der Familie, mit Werkverzeichnis, Fotos und Audiodatei